# Sławomir Wierzcholski
Sławomir Ignacy Wierzcholski, znany również jako Sławek Wierzcholski (ur. 19 kwietnia 1958 w Toruniu) – wirtuoz harmonijki ustnej, wokalista, autor tekstów i muzyki, dziennikarz radiowy i prasowy. Założyciel grupy Nocna Zmiana Bluesa. Członek Akademii Fonograficznej ZPAV.Wiceprzewodniczący Stowarzyszenia Artystów Wykonawców SAWP https://www.sawp.pl/

## Edukacja
Ukończył I Liceum Ogólnokształcące im. Mikołaja Kopernika w Toruniu. Jest absolwentem Wydziału Prawa i Administracji Uniwersytetu Mikołaja Kopernika w Toruniu. W późniejszych latach był wolnym słuchaczem z historii jazzu na Uniwersytecie Indiana w Bloomington w USA.

## Kariera i osiągnięcia muzyczne
Sławomir Wierzcholski (wśród muzyków znany bardziej jako Sławek) rozpoczął przygodę z muzyka w ósmej klasie szkoły podstawowej, uczęszczając na zajęcia nauki gry na gitarze w „Domu Harcerza” w Toruniu.

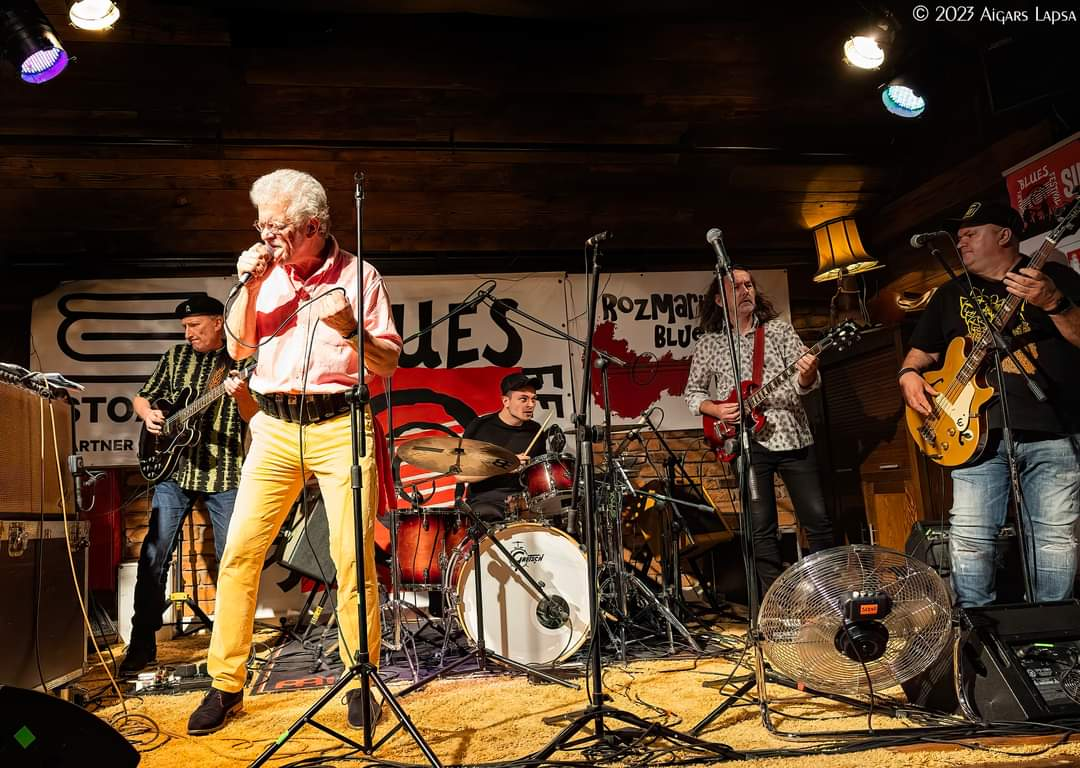
Nocna Zmiana Bluesa, od lewej: Wiesław Kryszewski,Sławek Wierzcholski, Kamil Długoborski, Witold Jąkalski Piotr Dąbrowski. Foto Aigars Lapsa

W 1982 roku, jako student Wydziału Prawa i Administracji Uniwersytetu Mikołaja Kopernika, założył grupę Nocna Zmiana Bluesa, której jest nadal liderem i z którą dalej koncertuje w Polsce i za granicą, grupa grała m.in. w takich krajach jak Francja, Węgry, Związek Radziecki,  Szwecja, Belgia, Niemcy, Holandia, Zimbabwe, Stany Zjednoczone.
Z tym zespołem i pod własnym nazwiskiem wydał  dwadzieścia dziewięć płyt (3 LP, 22 CD, 3 DVD) 4 z nich zdobyły status „Złotej Płyty”. Wystąpił w wielu programach radiowych i telewizyjnych. Jako sideman, Sławek gra na harmonijce na kilkunastu płytach takich wykonawców jak m.in. Maanam, Majka Jeżowska, Krystyna Prońko, Danuta Błażejczyk i inni.
Sławek Wierzcholski nagrał 3 solowe płyty z towarzyszeniem kultowych polskich artystów: CD „Ciśnienie” z grupą Dżem, CD „Piątek wieczorem z Wojciechem Karolakiem” (nagrodzony „Złotą Płytą”), CD „Samotna kolacja” z Krystyną Prońko. Koncertował i nagrywał z bluesmanami amerykańskimi, wśród których byli m.in. Charlie Musselwhite, Junior Wells i Louisiana Red oraz z czołówką polskich muzyków rockowych i jazzowych.
Z Nocną Zmianą Bluesa otwierał koncert grupy Blues Brothers (Norymberga 1989) i B.B. Kinga (Warszawa 1996). Sławek jest wykonawcą partii harmonijki ustnej na ścieżkach dźwiękowych kilku filmów i seriali telewizyjnych gdzie wykonywał m.in. kompozycje Krzesimira Dębskiego i Michała Lorenca. Sam stworzył muzykę do serialu TVP „Babilon.pl” (reż. W. Maciejewski), do spektaklu „Historia o Miłosiernej” w Teatrze im. Wilama Horzycy w Toruniu oraz do musicalu „Tajemnica Tomka Sawyera”. Jego harmonijka pojawia się w serialach telewizyjnych: „Rodzinka.pl” oraz „Ojciec Mateusz”.
Wierzcholski jest autorem i kompozytorem wielu znanych utworów bluesowych, jak m.in. „Chory na bluesa”, „Blues mieszka w Polsce”, „John Lee Hooker”, „Hotelowy blues”, „Szósta zero dwie” i wielu innych.
Utwory Wierzcholskiego (teksty bądź muzykę) wykonują też artyści  o szerokim spektrum stylistycznym a m.in. Felicjan Andrzejczak, Big Bike Orchestra, Forsal, Mariusz Kalaga, Marcin Miller, Krystyna Prońko, Krzysztof Respondek, Patrycja Runo, Lidia Stanisławska, Top Girls, TSA i inni.

## Dziennikarstwo
Od roku 2001 prowadził autorską audycję Okolice bluesa w warszawskim Polskim Radiu RDC (wówczas Radiu dla Ciebie). Zrealizował tam ponad 500 autorskich audycji.
Wcześniej przez czternaście lat prowadził w Programie 3 Polskiego Radia audycje popularyzujące bluesa. Zrealizował ponad 1500 autorskich audycji, a wśród nich:
- Z muzycznej kolekcji Marii Jurkowskiej
- Blues w pigułce
- Bluesełka
- Trójka pod księżycem
- Między rockiem a Hitchcockiem
- Folkowo - bluesowa gazeta radiowa (wspólnie z Wojciechem Ossowskim)
- Trochę bluesa
- Przez sześć lat prowadził cykliczną audycję o bluesie „Korzenie i owoce” w Programie 2 Polskiego Radia[5][6]
- Przez wiele lat był współpracownikiem miesięcznika Jazz Forum. Od chwili założenia współpracuje z kwartalnikiem „Twój blues”

## Inna działalność
Jest autorem trzech podręczników gry na harmonijce ustnej, telewizyjnego kursu gry na tym instrumencie oraz wykładowcą na warsztatach instrumentalnych (m.in. w le Creusot we Francji). W roku 1997, Sławek, jako pierwszy Polak – bluesman, wystąpił wśród najwybitniejszych harmonijkarzy na Światowym Festiwalu Harmonijki w Trossingen w Niemczech.
Przez  19 lat (2001–2019) był dyrektorem artystycznym festiwalu Harmonica Bridge. 
Wierzcholski jest wiceprezesem Stowarzyszenia Artystów Wykonawców Utworów Muzycznych i Słowno – Muzycznych SAWP, członkiem zarządu Związku Autorów i Kompozytorów ZAKR, sekretarzem Sekcji Autorów Muzyki Rozrywkowej i Tanecznej (B) oraz członkiem Komisji Rewizyjnej Związku zawodowego Muzyków RP.
Wierzcholski jest  również autorem tekstów i muzyki kilku płyt dla dzieci (m.in. zespołu „Korniki” oraz autorem muzyki do musicalu „Tajemnica Tomka Sawyera” (libretto: Jerzy A. Masłowski) wystawianego przez teatr Muzyczny w Toruniu, Teatr Miejski w Lesznie a obecnie na Scenie Relax w Warszawie.
1 kwietnia 2015 w południe, z okazji Prima aprilis, Wierzcholski zagrał na harmonijce ustnej tradycyjny hejnał z wieży Kościoła Mariackiego w Krakowie.
Jest endoreserem (twarzą) firmy czołowego światowego producenta harmonijek ustnych HOHNER.

## Nagrody i wyróżnienia
Z okazji przypadającego w roku 2007 jubileuszu ćwierćwiecza działalności artystycznej, Wierzcholski otrzymał szereg nagród i wyróżnień, jak m.in. nagrodę Ministra Kultury i Dziedzictwa Narodowego, nagrodę Marszałka Województwa Kujawsko-Pomorskiego, Medal „Thorunium” Prezydenta Torunia. W 2022 odznaczony Srebrnym Krzyżem Zasługi.
Wcześniej przyznano mu również tytuł Honorowego Obywatela Rawy Mazowieckiej i tytuł Honorowego Obywatela Miasta i Gminy Leśna oraz honorowe wyróżnienie na Festiwalu „Old Jazz Meeting”.
W ankiecie „Blues Top” kwartalnika „Twój blues” Wierzcholski od lat zdobywa czołowe miejsca w kraju jako osobowość bluesa, wokalista i mistrz harmonijki.
W roku 2002 ukazała się biograficzna książka o Sławku autorstwa Jana Skaradzińskiego i Mariusza Szalbierza pt. „Chory na bluesa”.
W roku 2019 otrzymał nagrodę ZAiKS-u za twórczość dla dzieci, w 2022 - nagrodę 100-lecia ZAiKS-u.
W roku 2014 ukazała się kolejna książka poświęcona  Wierzcholskiemu: „Cały ten blues - przypadek Sławka Wierzcholskiego” autorstwa Mirosława Pęczaka.
W 2024 ukazał się „Bluesowy alfabet Sławka Wierzcholskiego” autorstwa Mariusza Szalbierza.
Sławkowi Wierzcholskiemu bądź Nocnej Zmianie Bluesa poświęcone są trzy telewizyjne filmy dokumentalne:
- „Sekrety przedświtu” 1988, reż. Grzegorz Styła
- „Zawsze wygra blues” 1996 - reż. Jerzy Krysiak
- „Chory na bluesa” 2014 - reż. Hubert Gorczyca[22]

W 2011 został uhonorowany Katarzynką w toruńskiej Piernikowej Alei Gwiazd. W 2011 został również uhonorowany jako Ikona Olsztyńskich Nocy Bluesowych.
9 maja 2012 Sławomir Wierzcholski został odznaczony Srebrnym Medalem „Zasłużony Kulturze Gloria Artis”. Tego samego dnia otrzymał również nagrodę Stowarzyszenia Artystów Wykonawców Utworów Muzycznych i Słowno-Muzycznych.

## Dyskografia
Dyskografia nie obejmuje licznych wznowień i kompilacji CD Sławka Wierzcholskiego i Nocnej Zmiany Bluesa.

### Z Nocną Zmianą Bluesa
- 1986 - Nocny koncert, POLJAZZ PSJ-011
- 1998 - The Blues Nightshift, POLSKIE NAGRANIA SX 2569
- 1990 - Zróbmy to razem, LP Polskie Nagrania SX 2843
- 1991 - The Best of The Blues Nightshift JAM
- 1992 - Unforgettable Bluesmen, JAM CD 0292
- 1993 - Chory na bluesa, BASS RECORDS BMC 038
- 1995 - Blues mieszka w Polsce, HAMMER MUSIC HCD 001 1995
- 2000 - Zawsze wygra blues, POMATON EMI 7243 5 24866 2 5
- 2005 - Blues w sile wieku, MTJ
- 2006 - Harmonijkowy as, POLSKIE RADIO PRCD – 402 – złota płyta[24]
- 2006 - Historia choroby, (6 CD Box) MTJ CD 90081 – platynowa płyta[25]
- 2010 - Koncert w Suwałkach (z gościnnym udziałem Jana Błędowskiego), 4everMUSIC – złota płyta[26]
- 2012 - 30, Firma Księgarska Jacek i Krzysztof Olesiejuk EAN: 5907812245122
- 2016 - Chce się grać / Hotelowy blues (2 CD) WARNER 08256 4 62887 8 6
- 2021 - Amazonia SLM Ballada 014
- 2023 - Koncert w Rozmarino MAXIMUM RECORDS

### Solo
- 1993 - Ciśnienie (z zespołem Dżem) BASS RECORDS BCD 002
- 1996 - Co tylko chcesz, POMATON EMI 7243 8 52868 2
- 1998 - Polski blues, POLSKIE RADIO PRCD – 208
- 2000 - Live – Official Bootleg, BLUES.PL BPL 2101
- 2001 - Przejściowy stan, POLSKIE RADIO PRCD – 265
- 2003 - Niepokonani (2 CD Box – Polski Blues + Chory na bluesa), Polskie Radio 067 532-2
- 2004 - Piątek wieczorem (z Wojciechem Karolakiem), POLSKIE RADIO PRCD 447 – złota płyta[27]
- 2007 - Wideoteka dorosłego człowieka, MTJ
- 2008 - Antologia Polskiego Bluesa, 4everMUSIC 060
- 2009 - Blues w filharmonii, 4everMUSIC 099
- 2009 - Antologia Polskiego Bluesa cz. 2, 4everMUSIC 060
- 2014 - Matematyka serc - Polskie Radio PRCD 1756

### Płyty DVD
- 2006 - Live in Concert, OKO
- 2007 - Ćwierć wieku z bluesem, Oskar
- 2012 - Sławek Wierzcholski i Nocna Zmiana Bluesa "30" Polskie Radio